# Kim Jung-hyuk
Kim Jung-hyuk (* 1971 in Kimch'ŏn, Kyŏngsangbuk-do) ist ein südkoreanischer Schriftsteller.

## Leben
Kim Jung-hyuk wurde 1971 in Kimch'ŏn, Provinz Nord-Kyŏngsang geboren. Sein literarisches Debüt hatte er im Jahr 2000 mit seinem Werk Penguin News (펭귄 뉴스). Obwohl er noch nicht allzu lange als Schriftsteller tätig ist, wird er bereits als einer der Autoren angesehen, die die Zukunft der koreanischen Literatur mitbestimmen werden.
Kim war bereits in sehr vielen Berufen tätig, unter anderem als Verfasser von Buchrezensionen für eine Online-Buchhandlung, als Verwalter von DVDs für einen Buchladen mit dem Schwerpunkt Kunst, als Verfasser von Musik-Kolumnen für ein Popkultur-Magazin und als Autor für ein Magazin aus der Restaurant-Branche. Er ist nicht nur an Literatur interessiert, sondern unter anderem auch an Filmen, Musik und Essen. Des Weiteren zeichnet er die Illustrationen für seine Bücher selbst und arbeitet gelegentlich als freiberuflicher Karikaturist. In seinem Autorenprofil in dem Buch Penguin News bezeichnet er sich selbst als eine Ansammlung von unzähligen Legosteinen. Die verschiedenen Legosteine, die ihn ausmachen, bestehen unter anderem aus Schriftstellern wie Fjodor Michailowitsch Dostojewski, Raymond Carver und Ryū Murakami, Bands wie The Beatles und The Velvet Underground und Filmdirektoren wie Tim Burton und Alfred Hitchcock.
Kim schreibt über banale Objekte, ungewöhnliche Menschen und unbekannte Musik, wodurch er sich als Autor etablierte, der seinen Lesern im digitalen Zeitalter die Augen für die Wärme und die Wichtigkeit der analogen Empfindlichkeiten öffnet.

## Arbeiten

### Koreanisch

#### Romane
- 좀비들 Zombies (2010)
- 미스터 모노레일 Mr. Monorail (2011)
- 당신의 그림자는 월요일 Dein Schatten ist ein Montag (2014)

#### Kurzgeschichtensammlungen
- 펭귄 뉴스 Penguin News (2006)
- 악기들의 도서관 Die Bibliothek der Musikinstrumente (2008)
- 1F/B1 (2012)

#### Essaysammlungen
- 대책없이 해피엔딩 Happy Ending ohne Gegenmaßnahme (2010)
- 뭐라도 되겠지 Irgendwas wird schon werden (2011)
- 모든 게 노래 Alles Lieder (2013)

### Übersetzungen

#### Deutsch
- Dein Schatten ist ein Montag (2019) ISBN 978-3-944751-20-7

#### Englisch
- The Glass Shield, Bi-lingual Edition Modern Korean Literature, Volume 59, Asia Publishers (2014) ISBN 979-11-5662-016-7

#### Französisch
- Zombies, DeCrescenzo (2014) ISBN 978-2-36727-016-6
- Bus errant, DeCrescenzo (2013) ISBN 978-2-36727-006-7
- La bibliothèque des instruments de musique, DeCrescenzo (2012) ISBN 978-2-36727-001-2
- D le décalé J'étais in un maquereau: Nouvelles coréennes, Cartouche (2011) ISBN 978-2-915842-80-7

#### Japanisch
- 楽器たちの 図書館, クオン (2011) ISBN 978-4-904855-04-1

## Auszeichnungen
- 2012 – 제13회 이효석문학상 (Lee-Hyo-sŏk-Literaturpreis)
- 2011 – 제19회 오늘의 젊은 예술가상 (Preis für junge Künstler von heute)
- 2010 – 제01회 문학동네 젊은작가상 대상 (Preis des Verlags Munhakdongne für junge Autoren)
- 2008 – 제02회 김유정문학상 (Kim Yu-jŏng-Literaturpreis)